# Кінний спорт на літніх Олімпійських іграх 1912 – індивідуальний конкур
Змагання з індивідуального конкуру на літніх Олімпійських іграх 1912 відбулися у Стокгольмі 16 липня. На відміну від інших дисциплін, де беззаперечно домінували шведські вершники, у індивідуальному конкурі їм не вдалося здобути жодної медалі. Переможцем турніру став француз Жан Каріу з конем на ім'я Mignon, срібну медаль здобули німець Рабод фон Крьохер та Dohna, а третій результат вдалося показати бельгійському спортсмену Еммануелю де Бломмеру на Clomore. Для визначення переможця довелося призначати перестрибку, через те що вершники, які зайняли перше та друге місце у основному раунді змагань набрали однакову кількість очок.

## Формат змагань
40 вершників з 8 країн боролися за медалі у індивідуальному та командному конкурі на Олімпійських іграх 2012 у Стокгольмі. Кожен з них мав пройти трасу з перешкодами, що були не вищі за 1,40 метрів та становили 4 метри у ширину. Норматив середньої швидкості проходження дистанції був встановлений на позначці 400 м/хв. При подоланні кожної перешкоди вершникам нараховувалися штрафні бали, якщо перешкоду було подолано не досконало. По завершенню змагань підраховувалася загальна кількість штрафних очок та загальна кількість залікових очок спортсмена. Максимальна кількість залікових балів дорівнювала 190 — по 10 за безпомилкове виконання кожного елементу. Фактично, вирахувати підсумковий результат вершника можна було шляхов віднімання від 190 загальної кількості штрафних пунктів, які здобули спортсмен та кінь на маршруті. Індивідуальні та командні змагання проводилися на одному маршруті, проте окремо. Найбільша кількість представників однієї країни у особистій першості була обмежена шістьма вершниками.
Перед початком змагань на стадіон прибув королівський кортеж у супроводі кавалерії та здійснив коло біговою доріжкою під аплодисменти та вітання публіки, яка вщент заповнила трибуни стадіону. Після того, як члени королівської родини вийшли зі своїй екіпажів, Його Величність Король Швеції Густав V здійснив прохід повз вершників, що брали участь у змаганнях, під час якого кожен з них був представлений монарху. Після дотримання усіх організаційних формальностей розпочалися власне самі змагання з індивідуального конкуру.

## Розклад змагань
Час початку змагань вказано за місцевим часом
| Дата                    | Час           | Раунд                 |
| ----------------------- | ------------- | --------------------- |
| Вівторок, 16 липня 1912 | 14:00 — 18:00 | Індивідуальний конкур |

## Результати

### Основний етап
У таблиці вказана сумарна кількість штрафних балів за стрибки при подоланні усіх перешкод. Максимальна кількість залікових балів для вершника становила 190 (по 10 балів за кожний ідеально виконаний стрибок). Бронзовий призер змагань визначився під час проведення основного етапу, а для розподілу двох нагород вищих ґатунків було призначено перестрибку.
|         | Вершник                       | Країна          | Кінь        | Перебір часу | Штрафні очки | Штрафні очки | Сума штрафу  | Бали         |
| Стрибки | Вершник                       | Країна          | Кінь        | Перебір часу | Час          |              | Сума штрафу  | Бали         |
| ------- | ----------------------------- | --------------- | ----------- | ------------ | ------------ | ------------ | ------------ | ------------ |
| 1       | Жан Каріу                     | Франція         | Mignon      | —            | 4            | 0            | 4            | 186          |
| 1       | Рабод фон Крьохер             | Німеччина       | Dohna       | —            | 4            | 0            | 4            | 186          |
| 3       | Еммануель де Бломмер          | Бельгія         | Clomore     | —            | 5            | 0            | 5            | 185          |
| 4       | Герберт Скотт                 | Велика Британія | Shamrock    | —            | 6            | 0            | 6            | 184          |
| 5       | Сігізмунд Фрайер              | Німеччина       | Ultimus     | —            | 7            | 0            | 7            | 183          |
| 6       | Нільс Адлеркройтц             | Швеція          | Ilex        | —            | 9            | 0            | 9            | 181          |
| 6       | Ернст Каспарссон              | Швеція          | Kiriki      | —            | 9            | 0            | 9            | 181          |
| 6       | Вільгельм фон Гогенау         | Німеччина       | Pretty Girl | —            | 9            | 0            | 9            | 181          |
| 9       | Ернст Делох                   | Німеччина       | Hubertus    | —            | 10           | 0            | 10           | 180          |
| 9       | Густаф Левенгаупт             | Швеція          | Medusa      | —            | 10           | 0            | 10           | 180          |
| 9       | Чарльз Левенгаупт             | Швеція          | Arno        | —            | 10           | 0            | 10           | 180          |
| 9       | Дмитро Павлович               | Росія           | Unité       | —            | 10           | 0            | 10           | 180          |
| 13      | Мішель Дюфор                  | Франція         | Amazone     | —            | 11           | 0            | 11           | 179          |
| 13      | Карл-Аксель Торен             | Швеція          | Falken      | —            | 11           | 0            | 11           | 179          |
| 15      | Кароль Руммель                | Росія           | Siablik     | —            | 12           | 0            | 12           | 178          |
| 16      | Енріке Дейхлер                | Чилі            | Chile       | —            | 14           | 0            | 14           | 176          |
| 16      | Олександр Родзянко            | Росія           | Eros        | —            | 14           | 0            | 14           | 176          |
| 18      | Фрідріх фон Гроте             | Німеччина       | Polyphem    | —            | 16           | 0            | 16           | 174          |
| 18      | Карл Фрідріх, принц Прусський | Німеччина       | Gibson Boy  | —            | 16           | 0            | 16           | 174          |
| 18      | Сергій Загорський             | Росія           | Bandoura    | —            | 16           | 0            | 16           | 174          |
| 21      | Михайло Плєшков               | Росія           | Yvette      | —            | 17           | 0            | 17           | 173          |
| 22      | Аке Гьок                      | Швеція          | Mona        | —            | 20           | 0            | 20           | 170          |
| 22      | Олексій Селіхов               | Росія           | Tugela      | —            | 20           | 0            | 20           | 170          |
| 24      | Карл Кільдаль                 | Норвегія        | Garcia      | —            | 22           | 0            | 22           | 168          |
| 25      | Елайас Янес                   | Чилі            | Patria      | —            | 24           | 0            | 24           | 166          |
| 26      | Йорген Йенсен                 | Норвегія        | Jossy       | —            | 25           | 0            | 25           | 165          |
| 27      | Пол Кенна                     | Велика Британія | Harmony     | 0:22.0       | 18           | 10           | 28           | 162          |
| 28      | Йенс Фалькенберг              | Норвегія        | Florida     | —            | 29           | 0            | 29           | 161          |
| 29      | Едвард Редкліфф-Неш           | Велика Британія | The Flea    | 0:40.2       | 19           | 18           | 37           | 153          |
| 30      | Гай Рейнтьенс                 | Бельгія         | Beau Soleil | 0:33.0       | 29           | 14           | 43           | 147          |
| —       | Бернард Мейер                 | Франція         | Ursule      | Не фінішував | Не фінішував | Не фінішував | Не фінішував | Не фінішував |

### Перестрибка
Перестрибка відбувалася на скороченому маршруті, до складу якого увійшло всього 6 перешкод. Тобто, максимальна кількість залікових балів становила 60 — по 10 за кожний бездоганно виконаний елемент. У напруженій боротьбі переможцем двобою став французький]] вершник Жан Каріу, хоча після подолання трьох перешкод він поступався своєму німецькому супернику.
|   | Вершник           | Країна    | Кінь   | Час проходу | Штрафи по перешкодам | Штрафи по перешкодам | Штрафи по перешкодам | Штрафи по перешкодам | Штрафи по перешкодам | Штрафи по перешкодам | Сума штрафу | Бали |
| 1 | Вершник           | Країна    | Кінь   | Час проходу | 2                    | 3                    | 4                    | 5                    | 6                    |                      | Сума штрафу | Бали |
| - | ----------------- | --------- | ------ | ----------- | -------------------- | -------------------- | -------------------- | -------------------- | -------------------- | -------------------- | ----------- | ---- |
| 1 | Жан Каріу         | Франція   | Mignon | 1:16        | 1                    | —                    | 4                    | —                    | —                    | —                    | 5           | 55   |
| 2 | Рабод фон Крьохер | Німеччина | Mignon | 1:10        | 2                    | —                    | —                    | 4                    | —                    | 1                    | 7           | 53   |